# Edmond Davall der Jüngere

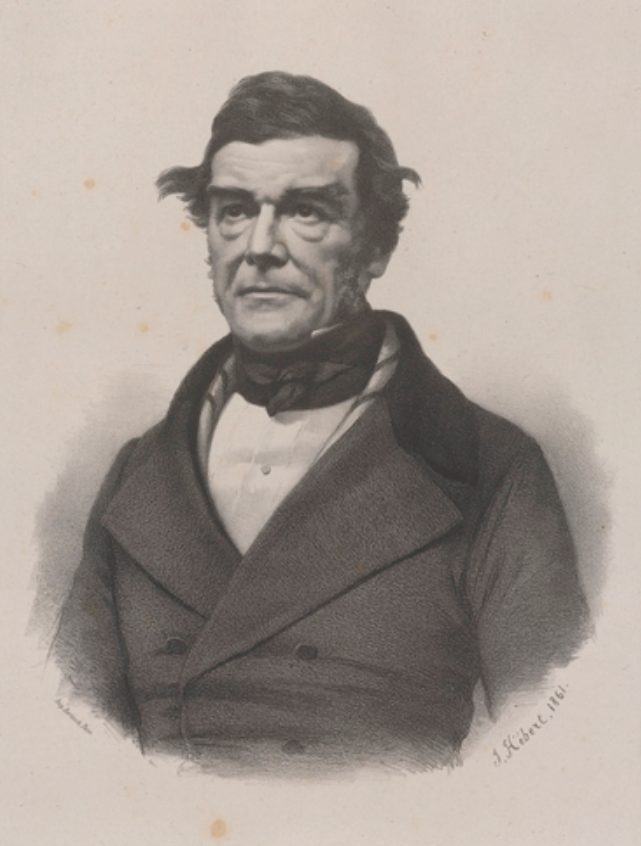
Edmond Davall (Jules Hébert, 1861)

Edmond Davall der Jüngere (* 23. März 1793 in Orbe; † 18. Dezember 1860 in Lausanne) war ein Schweizer Förster.

## Leben
Der Sohn des aus England stammenden Botanikers Edmond Davall (1763 bis 1798) studierte Forstwirtschaft in Deutschland, wo er 1816 mit einem Diplom abschloss. Danach arbeitete er als Landschaftsgestalter in Orbe, Lausanne und Moudon. Bei der Formulierung des Schweizer Forstgesetzes 1835 wirkte er entscheidend mit. 
Davall war Gründungsmitglied der Société vaudoise des forestiers und Vizepräsident der kantonalen Forstkommission. Nebenberuflich war er ab 1832 Richter am Bezirksgericht Vevey sowie von 1843 bis 1845 liberaler Grossrat des Kantons.
Edmond Davalls Sohn Albert war ebenfalls ein bedeutender Schweizer Förster.
Nach seinem Vater Edmond Davall ist Davalls Segge Carex davalliana benannt. James Edward Smith benannte die Farngattung Davallia ebenfalls nach Edmond Davall. 